# Мандалорець (2-й сезон)
Другий сезон американського інтернет-серіалу в жанрі космічний вестерн «Мандалорець» з Педро Паскалем у головній ролі. Паскаль виконує роль мисливця за головами, який намагається повернути «Малюка» в його рідний дім. Серіал є частиною франшизи «Зоряні війни», дія якого розгортається через п'ять років після подій «Повернення джедая» (1983). Виробництвом сезону займалися компанії Lucasfilm, Fairview Entertainment і Golem Creations, а Джон Фавро виступив шоуранером серіалу.
Розробка другого сезону «Мандалорця» почалася до липня 2019 року, і Фавро хотів розширити розмах серіалу і ввести нових персонажів; в цьому сезоні з'являються кілька персонажів з попередніх робіт по «Зоряним війнам». Знімання відбувалося з жовтня 2019 року по березень 2020 року й завершилося за кілька днів до того, як через пандемії COVID-19 було ухвалено рішення закрити кіно — і телевиробництво. Пост-продакшн був завершений віддаленно, включаючи записування музики композитора Людвіга Йоранссона.
Прем'єра восьмисерійного сезону відбулася на стримінговому сервісі Disney+ 30 жовтня 2020 року. Третій сезон був підтверджений у квітні 2020 року.

## Епізоди
| № серії (загалом) | № серії (в сезоні) | Назва серії                                         | Режисер(и)          | Сценарист(и) | Оригінальна дата виходу |
| ----------------- | ------------------ | --------------------------------------------------- | ------------------- | ------------ | ----------------------- |
| 9                 | 1                  | «Частина 9: Маршал» «Chapter 9: The Marshal»        | Джон Фавро          | Джон Фавро   | 30 жовтня 2020          |
| 10                | 2                  | «Частина 10: Пасажир» «Chapter 10: The Passenger»   | Пейтон Рід          | Джон Фавро   | 6 листопада 2020        |
| 11                | 3                  | «Частина 11: Спадкоємиця» «Chapter 11: The Heiress» | Брайс Даллас Говард | Джон Фавро   | 13 листопада 2020       |
| 12                | 4                  | «Частина 12: Облога» «Chapter 12: The Siege»        | Карл Везерс         | Джон Фавро   | 20 листопада 2020       |
| 13                | 5                  | «Частина 13: Джедай» «Chapter 13: The Jedi»         | Дейв Філоні         | Дейв Філоні  | 27 листопада 2020       |
| 14                | 6                  | «Частина 14: Трагедія» «Chapter 14: The Tragedy»    | Роберт Родріґес     | Джон Фавро   | 4 грудня 2020           |
| 15                | 7                  | «Частина 15: Віруючий» «Chapter 15: The Believer»   | Рік Фамуїва         | Рік Фамуїва  | 11 грудня 2020          |
| 16                | 8                  | «Частина 16: Порятунок» «Chapter 16: The Rescue»    | Пейтон Рід          | Джон Фавро   | 18 грудня 2020          |

## Виробництво

### Розробка
У липні 2019 року автор і шоуранер «Мандалорця» Джон Фавро підтвердив, що буде другий сезон серіалу. Він вже почав писати сценарії до нового сезону, і підготовка до нього йшла повним ходом. Він складається з восьми епізодів. У другому сезоні було менше стартових витрат, що дозволило їм виділити на кожен епізод більшу частину бюджету сезону, ніж це було можливо протягом першого сезону. У лютому 2020 року гендиректор Disney Боб Айґер оголосив, що прем'єра другого сезону відбудеться у жовтні цього року.
До серпня 2019 року Рік Фамуїва повернувся як режисер, а Тайка Вайтіті не зміг повернутися, бо був зайнятий над фільмом «Наступний гол — переможний». Місяць потому Фавро заявив, що він буде режисером одного епізоду в сезоні; в минулому сезоні він не зміг зняти жодного епізоду внаслідок його роботи над фільмом «Король Лев» (2019). Наприкінці жовтня було підтверджено, що Карл Везерс буде режисером в сезоні; Фавро пообіцяв, що Везерс зможе зняти епізод у другому сезоні, коли він наймав актора в першому сезоні. До березня 2020 року Дейв Філон повернувся режисером для другого сезону. 4 травня, в День «Зоряних воєн», стало відомо, що Роберт Родрігес і Пейтон Рід стали режисерами епізодів у другому сезоні. У червні цього року Брайс Даллас Ховард повідомила, що вона повернулася, щоб зняти епізод у другому сезоні.

### Сценарій
Сезон починається відразу ж після закінчення першого сезону, коли Мандалорець захищає «Малюка» і шукає його будинок. Фавро сказав, що другий сезон представить велику історію, причому епізоди будуть «менш ізольованими», ніж епізоди першого сезону, хоча він сказав, що у кожного епізоду у другому сезоні все одно буде «свій власний смак». Він додав, що нові персонажі, представлені у другому сезоні, прийдуть з новими сюжетними лініями, що дозволить серіалу почати досліджувати інші історії, а не тільки історію Мандалорця. Фавро був натхненний безліччю різних сюжетних ліній «Гри престолів», чий підхід він описав як «дуже привабливий для мене як глядача».

### Підбір акторів
Педро Паскаль знімається в серіалі в ролі мандалорця Діна Джаріна. Також з першого сезону повертаються Карл Везерс (Гриф Карга), Джина Карано (Кара Дьюн) і Джанкарло Еспозіто (Мофф Гідеон).
У березні 2020 року повідомлялося, що Розаріо Доусон з'явиться в ролі Асокі Тано у другому сезоні. Це ознаменує першу появу персонажа у виконанні живого актора, у той час як раніше вона з'являлася в мультсеріаліах «Зоряні війни: Війни клонів» і «Зоряні війни: Повстанці», і її голос був чутний у фільмі «Зоряні війни: Скайвокер. Сходження» (2019); у всіх цих роботах персонажа озвучувала Ешлі Екштейн. Доусон раніше висловлювала зацікавленість, щоб виконати цю роль після того, як один фанат запропонував їй таку ідею в лютому 2017 року. Також у березні Майкл Бін приєднався до другого сезону в ролі мисливця за головами. У травні цього ж року Темуера Моррісон отримав імовірно роль Боби Фетта у другому сезоні. Моррісон виконував роль батька Боби, Джанго Фетта, у фільмі «Зоряні війни. Епізод II: Атака клонів» (2002), і він також озвучував Бобу у різних проєктах-від «Зоряних воєн». Перш ніж участь Моррісона було підтверджено, броня персонажа коротко була показана в епізоді «Стрілок» з першого сезону, де її носив невідомий персонаж. Також в травні стало відомо, що Кеті Сакхофф знову повернеться до ролі Бо-Катан Крайз у другому сезоні; раніше вона озвучувала персонажа в «Війни клонів» і «Повстанців». А також стало відомо, що Тімоті Оліфант теж з'явиться в другому сезоні. Він виконує роль Кобба Ванта, персонажа із серії романів «Зоряні війни: Наслідки», який носить броню Боби Фетта. Саша Бенкс отримала поки невідому роль у сезоні, в той час як Хораціо Санс повертається в ролі Митрола з першого сезону.

### Знімання
Знімання другого сезону розпочали 7 жовтня 2019 року, і Фавро виступив режисером прем'єри сезону. Навколо сезону була «підвищена безпека», актори отримували сценарії тільки до тих епізодів, в яких вони знімалися, і їх доставляли на знімальний майданчик в плащах з капюшонами. Як і в першому сезоні, творець «Зоряних воєн» Джордж Лукас відвідав знімальний майданчик, коли Філон знімав епізод у другому сезоні. Сем Харгрейв працював режисером другої знімальної групи у другому сезоні. Харгрейв сказав, що Фавро «шукав когось, у кого є досвід з екшеном», і що «вони хотіли розвинути» те, що було в першому сезоні, одночасно додавши «нову перспективу і [зводячи] її на інший рівень» у другому сезоні. На цей раз у Паскаля було більше можливості виконувати роль Мандалорця на знімальному майданчику в цьому сезоні, ніж у минулому, коли його інші зобов'язання призвели до того, що каскадери-дублери Брендан Вейн і Латіф Кроудер час від часу зображували цього персонажа. Вейн повернувся в цьому сезоні. Знімання другого сезону завершили 8 березня 2020 року. Завершення було описано як «вдале», бо це було всього за чотири дні до того, як кіно — і телевиробництва в усьому світі були закриті через пандемію COVID-19. Попри це, пандемія все одно зробила вплив на постпродакшн сезону.

### Музика
Найбільшою проблемою для команди з постпродакшену сезону була запис оркестрової музики Людвіга Йоранссона під час пандемії COVID-19. Музикантів записували дистанційно або в невеликих, соціально дистанційованих групах, а після поєднувалися різні записи, щоб отримати остаточну музику.

## Маркетинг
Перший трейлер сезону вийшов 15 вересня 2020 року, а другий показали 19 жовтня 2020 року під час Monday Night Football.

## Реліз
Прем'єра сезону відбулася на стримінговому сервісі Disney+ 30 жовтня 2020 року.